# Cathédrale de Lipari
La cathédrale de Lipari est une église catholique romaine de Lipari, en Italie. Il s'agit d'une cocathédrale de l'archidiocèse de Messine-Lipari-Santa Lucia del Mela. Elle est consacrée à l’apôtre Barthélemy.